# Inmigración

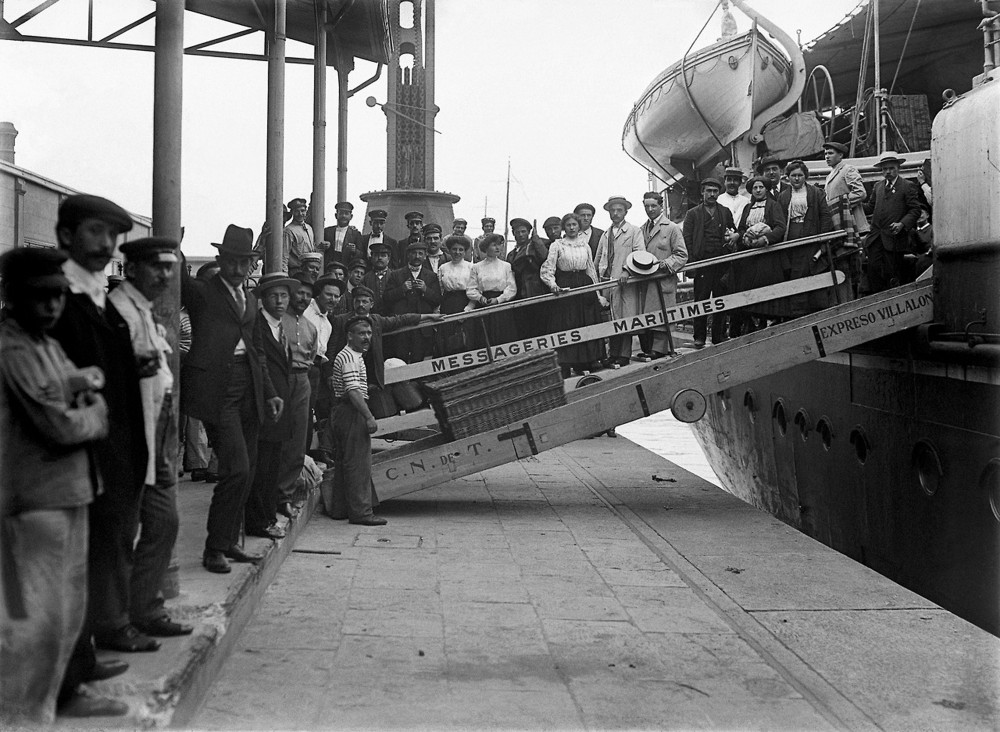
Inmigrantes europeos arribando a Argentina.

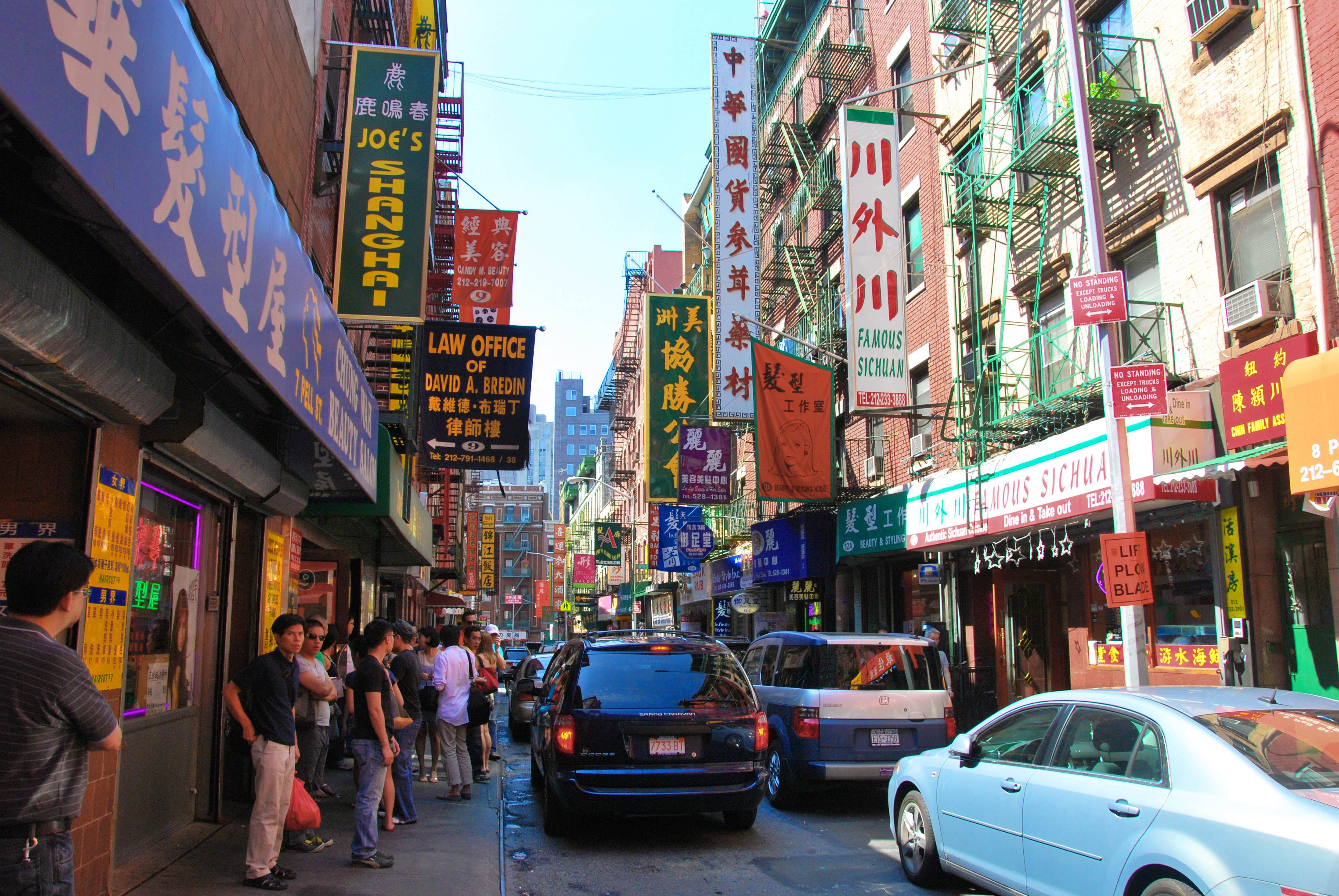
El barrio de Chinatown en Manhattan, Nueva York, en el año 2009, es un barrio que alberga una población de origen asiático, principalmente de los chinos, de ahí su nombre.

La inmigración es la entrada a un país o región de personas que nacieron o proceden de otro país o región. Representa una de las dos opciones o alternativas del término migración, que se aplica a los movimientos de personas de un lugar a otro y estos desplazamientos conllevan un cambio de residencia temporal o definitivo. Las dos opciones de dichos movimientos migratorios son: emigración, que es la salida de personas de un país determinado, para dirigirse a otro distinto; y la inmigración, que es la entrada en un país determinado procedente de otro. De manera que una emigración lleva como contrapartida posterior una inmigración en el país de llegada. Y con respecto a esta última idea hay que aclarar que hasta que un emigrante no llega a un país nuevo no se debe considerar como inmigrante, cosa que ha venido ocurriendo en los últimos años, con la gran crisis migratoria en Europa ya que centenares y hasta miles de personas han venido emigrando de los países conflictivos de África y del Medio Oriente y han muerto en naufragios y otros accidentes antes de haber llegado como inmigrantes a los países europeos.

## La percepción individual de la inmigración
Los procesos  migratorios son propios a la especie humana y a muchas otras especies. Dichos procesos nacen del instinto de conservación de la especie más que del individuo, y se deben siempre a una evaluación comparativa del entorno donde se vive en cuanto a los recursos y posibilidades con que se cuenta, y de un entorno diferente, en el que existe una percepción de que esos recursos y posibilidades pueden ser mayores y mejores. Esta comparación entre la vida cotidiana en un país y otro se origina actualmente por la amplia facilidad de desplazarse de un lugar a otro, con lo que resulta cada vez más fácil, enterarse de cómo es la vida en otros países. Actúa en un doble sentido: cuando se tiene una percepción favorable a su propio país y cuando esta percepción es desfavorable, lo cual es el motivo que explica la inmigración en el primer caso y el que describe los motivos de emigración en el segundo caso, como puede verse en un artículo de Axel Capriles en el periódico El Universal de Caracas del 24 de septiembre de 2009 (). Evidentemente, cuando se trata de evaluar el nivel de vida que existe entre los diferentes países, no solo se puede lograr a través de algún viaje al exterior sino por multitud de vías y procedimientos que hoy en día se han hecho posibles por el desarrollo tecnológico de las comunicaciones y de los medios de transporte: comunicación con familiares en el país de posible entrada, referencias de terceras personas, propaganda turística o de otras actividades económicas, etc.

### En el país de origen
En el país de procedencia del inmigrante suelen existir ciertos problemas legales para la emigración, en gran parte creados por el gobierno respectivo, que trata de evitar la salida de emigrantes, sobre todo porque la inmensa mayoría de ellos suelen ser adultos jóvenes en edad de trabajar y contribuir al desarrollo del país o a los objetivos establecidos por el propio gobierno. En especial, los gobiernos fascistas, comunistas o antidemocráticos en general, siempre han tratado de poner trabas a la emigración, como puede verse en el artículo sobre la emigración italiana en la Wikipedia en este idioma. Así, aunque en este último caso no quedó muy claro los motivos que tenía el gobierno de Mussolini para restringir la emigración, lo cierto es que prácticamente desapareció entre 1929 y el final de la Segunda Guerra Mundial como se señala a continuación: 

L'emigrazione nelle Americhe fu enorme nella seconda metà dell'Ottocento e nei primi decenni del Novecento. Quasi si esaurì durante il Fascismo, ma ebbe una piccola ripresa subito dopo la fine della seconda guerra mondiale
La emigración a América fue enorme en la segunda mitad del siglo XIX y en las primeras décadas del siglo XX. Casi desapareció durante el fascismo pero tuvo un pequeño repunte al finalizar la segunda guerra mundial.
L'Emigrazione italiana

Sin embargo, es en la propia Wikipedia en italiano donde encontramos la crítica a las políticas gubernamentales opuestas a la emigración:

Cosa intende per nazione, signor Ministro? È una massa di infelici? Piantiamo grano ma non mangiamo pane bianco. Coltiviamo la vite, ma non beviamo il vino. Alleviamo animali, ma non mangiamo carne. Ciò nonostante voi ci consigliate di non abbandonare la nostra Patria? Ma è una Patria la terra dove non si riesce a vivere del proprio lavoro?
¿Qué entiende por nación, señor ministro? ¿Es una masa de infelices?. Sembramos trigo pero no comemos pan blanco. Cultivamos la vid pero no bebemos vino. Criamos ganado pero no comemos carne. No obstante, usted nos aconseja que no abandonemos nuestra Patria. ¿Pero es una Patria el lugar donde alguien no puede vivir de su propio trabajo?
Respuesta anónima a un ministro italiano, siglo XIX ()

El ejemplo de la emigración italiana es muy claro en este sentido y tal vez emblemático porque su emigración tenía que ser a países con idioma diferente, principalmente, a los Estados Unidos, Argentina, Brasil, Venezuela después de la Segunda Guerra Mundial y a otros países europeos en épocas recientes. Y los descendientes de los italianos que emigraron durante el siglo XX son más de 60 millones, lo que significa tanto o más que la población italiana actual, aunque hemos de tener en cuenta que resulta difícil de obtener cifras precisas en este sentido. Algo distinto sucedió en Francia, donde sus habitantes siempre fueron bastante reacios a dejar el país, con algunas excepciones con las antiguas colonias.

### En el país de inmigración

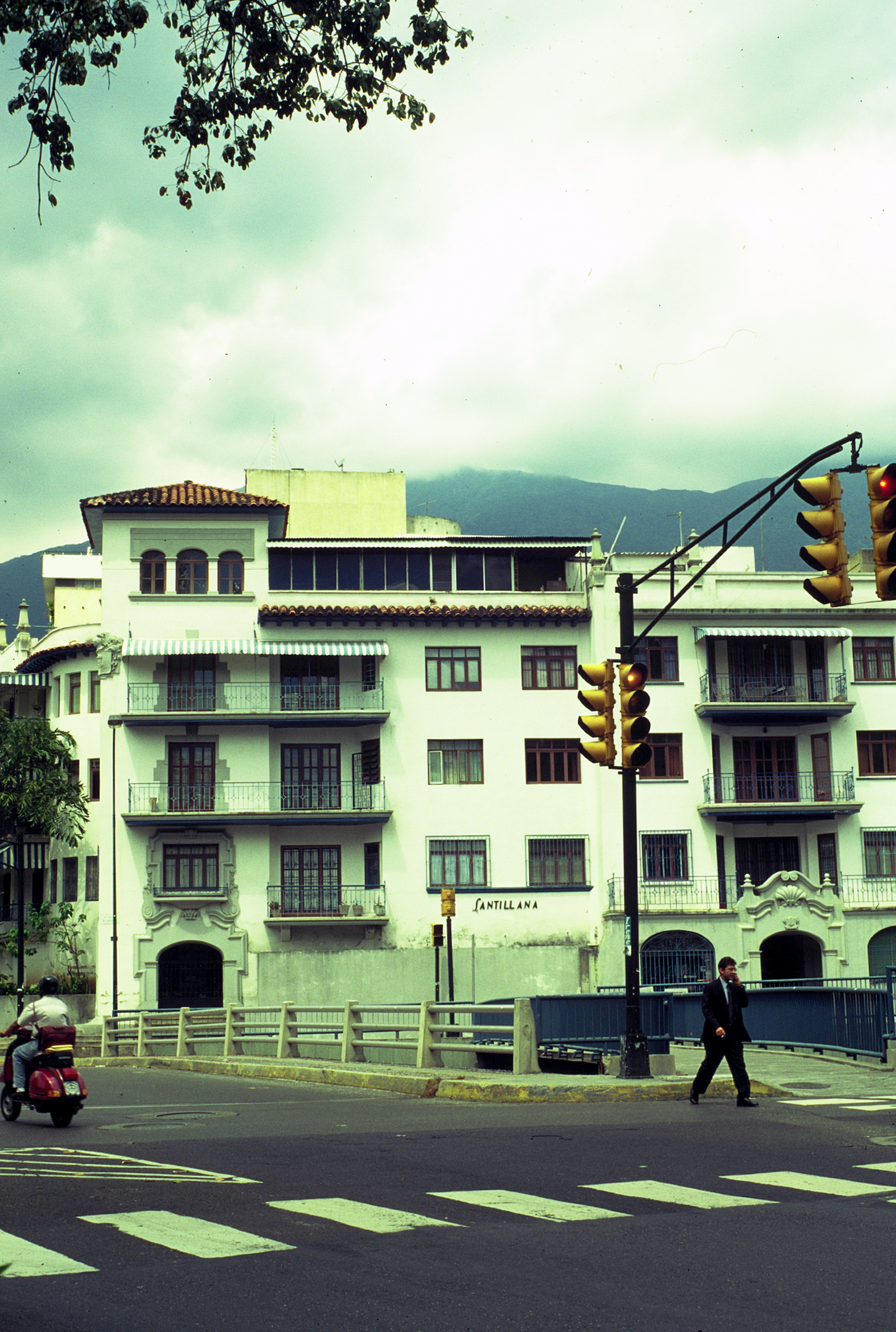
300px]El edificio Santillana en Caracas, nos recuerda, por su nombre y estilo arquitectónico la inmigración en Venezuela procedente del Norte de España, durante la segunda mitad del.

Mapa con la distribución territorial del idioma español en los Estados Unidos según el censo de 2000.

En cada país, los obstáculos para la entrada de inmigrantes resultan mucho más claros y tienen múltiples facetas, tanto por parte de los gobiernos respectivos como por parte de los propios habitantes del país e incluso de otros inmigrantes ya establecidos, sobre todo si proceden de países distintos. Una sencilla explicación del rechazo de los inmigrantes en el país de entrada la ofrecen William F. Ogburn y Meyer F. Nimkoff en su libro Sociología 

Los individuos no siempre se muestran cordiales ante los cambios introducidos en el grupo al que pertenecen, sino que suelen ser hostiles a innovaciones sugeridas por gentes de fuera o incluso por recién llegados al grupo...Estas distinciones se comprenden mejor desde el punto de vista de la teoría de las relaciones extragrupo e intragrupo, que puede decirse que surgen cuando grupos que actúan uno sobre otro se sienten extraños u hostiles entre sí. Bajo tales circunstancias, todos los miembros del mismo grupo constituyen un intragrupo o un «nosotros» como opuestos a un extragrupo o un «ellos».

Sin embargo, hay ocasiones en las que esta inmigración resulta favorecida por los gobiernos con el fin de encontrar gente experta en determinados trabajos, como se puede inferir de la composición de la población por edad y sexo en los países petroleros del Golfo Pérsico, donde abundan los adultos jóvenes, especialmente los hombres, mientras que los niños y la población de mayor edad son muy escasos. Las pirámides de población de estos países del Golfo Pérsico tienen una gran semejanza con la pirámide demográfica de la población inmigrante en España, que puede verse en este mismo artículo.

## La dispersión territorial de los seres humanos

### Las primeras migraciones humanas
Las migraciones son tan antiguas como la humanidad y aparecen en las relaciones más antiguas de casi todas las religiones y culturas que existen. En el caso de la tradición judeocristiana, la expulsión del hombre por el Creador después del pecado original constituye la primera referencia a una especie de migración forzosa. Otros ejemplos se pueden encontrar en el Éxodo o Huida de Egipto, los 40 años de la vida en el desierto del Sinaí, el establecimiento en Canaán, etc. En la tradición islámica se puede citar la huida o traslado de Mahoma desde La Meca a Medina, proceso conocido como la Hégira, que puede traducirse como emigración. 
La misma teoría de la evolución y el hallazgo de restos fósiles muy antiguos en África nos da pie para creer que los seres humanos tuvieron un origen común desde donde emigraron en distintas direcciones para irse estableciendo en lugares cada vez más apartados.
En general, puede decirse que el desarrollo tecnológico siempre ha dado origen a una expansión territorial de los pueblos y al establecimiento de nuevos grupos humanos en lugares cada vez más remotos: el descubrimiento del fuego, por ejemplo, permitió a los seres humanos instalarse en lugares que eran mucho más fríos. Lo mismo podemos decir del descubrimiento de la agricultura (la Revolución Neolítica), de la ganadería y domesticación de animales, de la metalurgia, de las embarcaciones de vela, de la Revolución industrial, del ferrocarril, del motor de explosión (que puso a valer regiones desérticas donde existía petróleo y donde se establecieron mayoritariamente personas llegadas de otras partes) y muchos otros ejemplos.

### Una migración que se vino a conocer miles de años después de producida
Cronológicamente, el asentamiento de pobladores procedentes del continente asiático que atravesaron el estrecho de Behring durante el Pleistoceno, cuando los grandes glaciares continentales que cubrían grandes extensiones de América del Norte y Europa habían dado origen a un descenso del nivel del mar de más de 100 m que dio origen al desarrollo de una especie de puente entre Eurasia y América, constituye un hito de gran importancia en la historia de la humanidad. Así, los glaciares del Pleistoceno, al igual que su influencia sobre la aparición y expansión territorial de los seres humanos en América se explica en el libro de Gwen Schultz Glaciers and the ice age. Earth and its inhabitants during the Pleistocene.
Señala Schultz que los grandes glaciares del norte de Europa y de América del Norte tuvieron durante su máxima extensión del Pleistoceno, un límite occidental que no coincidió exactamente con  cordilleras o mares, terminando progresivamente en la cadena de lagos que rodean esa máxima extensión por el lado oeste, cadena que incluye en Europa, los lagos, Ladoga, Onega, Malar, Peipus, los lagos Masurianos, y otros; mientras que en América del Norte, el borde del Gran Glaciar Laurentiano (denominación tomada del río San Lorenzo, que ocupa la vía de drenaje natural del antiguo glaciar estaba formado por los Grandes Lagos (Superior, Míchigan, Hurón, Erie y Ontario) en el suroeste, mientras que por el noroeste, el borde del glaciar terminaba en la ruta actual formada por el río Mackenzie y que incluye los lagos de Winipeg, Gran Lago de los Osos, Gran Lago de los Esclavos y muchos otros.

### La revolución neolítica
Alvin Toffler, en su famosa obra La tercera ola señala la ocurrencia de tres grandes revoluciones en el tiempo que transformaron completamente la historia de la Humanidad. La primera se refiere a la Revolución Neolítica, la invención y desarrollo de la agricultura, que dio origen a la sedentarización de los seres humanos. Gordon Childe se refiere a esta Revolución como la etapa que denomina Los Orígenes de la Civilización: en realidad, el asentamiento estable de los seres humanos en torno a pueblos agrícolas cada vez más grandes constituyen un paso gigantesco en la historia de la civilización ya que no debemos olvidar que el término civilización procede de ciudad (civitas en latín) y las primeras ciudades fueron asentamientos agrícolas. 

### La revolución industrial
La segunda ola fue la revolución industrial, que trajo consigo el desarrollo de la producción masiva de productos industriales, el desarrollo del ferrocarril y otros inventos, que permitieron el crecimiento de las ciudades hasta un punto nunca antes visto en la historia. A su vez, este crecimiento de las ciudades trajo consigo un proceso enorme de éxodo rural, primero en los países más industrializados y después en todo el mundo. Tanto la Revolución Neolítica hace menos de 10 000 años, como la Revolución industrial iniciada hace unos dos siglos, trajeron consigo enormes desplazamientos de millones de personas y cambios enormes en las actividades humanas y los modos o estilos de vida: de nómada a sedentario y de rural a urbano. Y la Tercera Ola, el desarrollo gigantesco de la tecnología en la segunda mitad del siglo XX y comienzos del XXI, ha dado origen a unos movimientos gigantescos de miles de millones de personas, tanto espacial como temporalmente.
Las migraciones han sido siempre muy importantes. Históricamente, las migraciones han cambiado totalmente el aspecto de los países, influyendo en su composición racial, lingüística y cultural, así como otros cambios importantes de gran repercusión. 
Durante miles de años, los seres humanos iban extendiéndose hacia nuevos territorios, a medida que la población aumentaba y necesitaban nuevos espacios en los que obtener recursos, especialmente, alimenticios. No podríamos entonces hablar de una verdadera inmigración, ya que este término se refiere a la denominación de los recién llegados a un lugar por parte de los que ya residían en ese lugar. Los centros poblados eran muy pequeños y estaban rodeados por las tierras de donde obtenían su subsistencia.
Podemos decir que los conceptos relacionados con la inmigración surgen en la Edad Antigua con la fundación y desarrollo de colonias en el Mediterráneo, por parte de las ciudades fenicias, griegas, cartaginesas y romanas, aunque en este último caso, el proceso de ocupación del territorio adquirió un sentido distinto, ya que existió la formación de una institución político-territorial mucho más parecida a la de los estados nacionales surgidos en la Edad Moderna que, dicho sea de paso, se inspiraron en gran parte en el legado jurídico y forma de gobierno del Imperio romano (por ejemplo, el Imperio carolingio y el Sacro Imperio Romano Germánico). En la época del Imperio romano ya podía hablarse de inmigración como lo entendemos ahora: Mérida, por ejemplo, con el nombre de Emérita Augusta, fue fundada con soldados licenciados del ejército romano (de ahí el nombre de Emérita ya que el nombre romano para los soldados desmovilizados era el de eméritos o jubilados). Pero como la ciudad ya existía desde antes, sus habitantes aceptaron esa "inmigración" a cambio de recibir el título de "ciudadanos" romanos.
Hace mil quinientos años, en lo que actualmente conocemos como Moscú, no había un solo ruso, en Nueva York, ni un estadounidense, en Dubái no existían los emiratíes o árabes en Hungría no había un solo húngaro, en Turquía no había turcos, España empezaba a ser visigoda, en América solo vivían indígenas, en Australia solo polinesios y melanesios, en la región de Kosovo vivían en forma minoritaria los albaneses, en Francia y Alemania solo había romanos, lo que hace todavía más complejo el término desde el punto de vista histórico.
Y las invasiones bárbaras, que marcan el fin de la Edad Antigua y el comienzo de la Edad Media, constituyeron un buen ejemplo para explicar el rechazo de la población nativa de un lugar a gente procedente de otros lugares, sobre todo por el hecho de que no se trata de una verdadera inmigración sino de un proceso de invasión y conquista.
La época medieval (siglo V-XV) es la época feudal, en la que los flujos migratorios eran minimizados por la vida cerrada y autosuficiente de los feudos. Las relaciones entre pueblos o grupos distintos fueron militares, de conquista y de desplazamientos forzosos de grupos y pueblos enteros. En los diez siglos que duró, se destacan, además de las invasiones bárbaras, la conquista árabe en el Mediterráneo, la Reconquista en la península ibérica, el establecimiento de los normandos en territorio de la Francia actual, el desarrollo del feudalismo en el continente asiático, con las invasiones de los pueblos mongoles y la lenta pero continua expansión y poblamiento de los pueblos americanos (descendientes de asiáticos que cruzaron el Estrecho de Behring en el último período glacial) a lo largo y ancho de todo el continente.

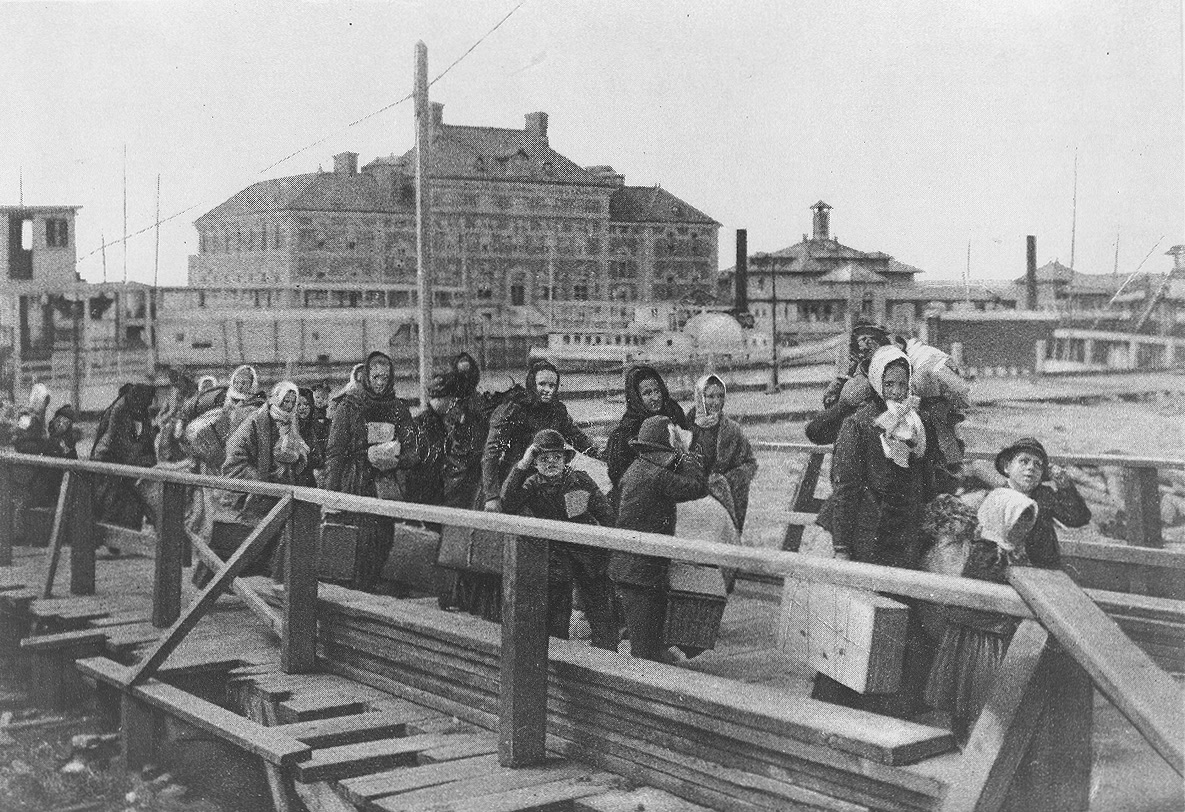
Inmigrantes procedentes de Europa desembarcando en Ellis Island en Nueva York (Estados Unidos), en 1902.

En el pasado, grandes flujos de inmigrantes hicieron que países americanos se convirtieran en prósperos y activos. Los Estados Unidos son los que tradicionalmente recibieron (y siguen recibiendo) a inmigrantes de todas partes del mundo.
En la actualidad se señala que los procesos de inmigración han adquirido características distintas como pudieran ser mayores controles fronterizos y políticas restrictivas por parte de los Estados nación, así como cambios en los perfiles sociodemográficos donde se destaca la mayor participación de las mujeres y otros actores involucrados durante la movilidad y el establecimiento.
Solo cuatro países promueven actualmente la inmigración (Australia, Canadá, Israel y Nueva Zelanda), en el caso de Israel a cualquier judío que esté en la diáspora, en los otros, limitándose a aquellos interesados que demuestren su 'empleabilidad' potencial y un nivel adecuado de adaptación a las culturas locales.
Otros países le permiten en circunstancias especiales, por ejemplo para cubrir puestos donde la oferta local es escasa, para inversionistas, en caso de matrimonio, o asilo político, o bajo acuerdos multilaterales como en la Unión Europea.
Las diferencias salariales pueden ser tan importantes que la inmigración indocumentada puede volverse una importante "industria". Otras razones que impulsan los flujos migratorios incluyen la persecución política y la reagrupación familiar.
Muchos negocios (legítimos o ilegítimos) se han desarrollado como respuesta a la presencia de las comunidades inmigrantes: envío de dinero, locutorios, restaurantes típicos y especialidades propias de la cocina del país lejano.
Algunos economistas afirman que un mercado laboral libre a nivel mundial, sin restricciones a la inmigración, contribuiría a largo plazo, a impulsar la prosperidad general, teniendo un efecto más beneficioso que la libre circulación de bienes y capitales. Otros están en desacuerdo, señalando que esa situación afectaría negativamente a los salarios y a la sindicalización de los trabajadores, y dispararía la población inmigrante a niveles insostenibles. En pro de esta última idea se encuentra el hecho de que el desarrollo tecnológico está dejando sin empleo a millones de personas cada año, tanto en los países desarrollados como subdesarrollados. Y otra idea que hay que tener en cuenta es la del fantasma de la superproducción, tanto de productos agrícolas como industriales, a pesar de que cada vez existen más millones de personas fuera de los niveles mínimos de consumo.
Además de los países que alientan la inmigración, probablemente países típicos de inmigrantes son Alemania, Australia, Argentina, Brasil, Canadá, Costa Rica, Estados Unidos, Francia, México, Nueva Zelanda, Reino Unido, Venezuela, entre otros; siendo en ellos donde podemos estudiar el fenómeno de los extranjeros que van para trabajar. Asimismo los típicos países que ahora tienen un alto porcentaje de emigración serían Albania, Bulgaria, China, Colombia, Cuba, Ecuador, India, Marruecos, México, Nicaragua, Perú, Rumania, Turquía, Uruguay y Venezuela, entre otros, los cuales registran tasas de migración neta negativas, constituyéndose así como regiones expulsoras o protagonistas de grandes movimientos migratorios, siendo la América Latina, Europa Oriental, Asia y África, las principales regiones expulsoras de emigrantes hacia el mundo más desarrollado. 
Muchos países y regiones han atravesado diversas etapas o ciclos con respecto a las migraciones y de ser naciones de fuerte emigración (como España antes de 1960) han pasado a ser receptoras de inmigrantes. Los motivos suelen ser económicos, políticos (regímenes dictatoriales o militaristas), guerras, etc. También ha sucedido con mucha frecuencia el caso inverso: Argentina fue durante el primer tercio del siglo XX (y aún antes) un país receptor de millones de inmigrantes procedentes principalmente de Italia, España, Inglaterra, Francia y de otras partes de Europa, hoy sigue siendo un país receptor pero de países vecinos, Paraguay, Bolivia, Uruguay, Perú, y de otros países latinoamericanos destacándose Venezuela, Colombia, de África, continente asiático (Corea, China, Líbano), y de algunos países de Europa, pero con goteo migratorio desde 1973.
Hacia 2009 Argentina tiene más de 1,5 millones de extranjeros concentrándose en su mayoría en la ciudad de Buenos Aires, y las provincias de Buenos Aires, Santa Fe, Córdoba, y el resto dispersos en otras provincias.
En Centroamérica y el Caribe destacan dos países; Belice y Costa Rica, que son los principales receptores porcentuales de inmigrantes en la región y poseen una de las tasas migratorias per cápita más altas del mundo. En el caso de Belice, en su población se encuentran casi 15% de inmigrantes, principalmente de Honduras, Guatemala, México y Estados Unidos. Esto convierte al país en uno de los mayores receptores porcentuales de inmigrantes en el continente americano. Mientras tanto, Costa Rica se perfila como el mayor receptor porcentual de inmigrantes en América Latina, y el principal destino migratorio de todo el istmo, con alrededor de entre 9% y 11% de inmigrantes en su población y cerca de medio millón de extranjeros radicados en el país, la cifra más alta en América Central. La inmigración en Costa Rica se compone principalmente de latinoamericanos (Nicaragua, Colombia, República Dominicana, El Salvador, entre muchos otros), pero también habitan en el país miles de estadounidenses, canadienses, afroantillanos, europeos (Reino Unido, Italia, Francia, España y Alemania), africanos (Ghana, Marruecos y Egipto) y asiáticos (Líbano, Emiratos Árabes Unidos, China, Taiwán y Hong Kong). Estos flujos migratorios se mantienen desde el siglo XIX, pues desde entonces Costa Rica es el tradicional, principal y más popular destino centroamericano para italianos, españoles, franceses, libaneses y chinos.
Igualmente, en México siempre han existido importantes comunidades extranjeras desde el siglo XIX, pero desde el 2000 hubo un crecimiento exponencial de la población inmigrante respecto a las décadas anteriores; en el país existe una población importante de estadounidenses, dada la cercanía, durante el censo de 2014 se contaron 1,010,103 estadounidenses viviendo en México, convirtiéndose en el país donde viven más estadounidenses fuera de Estados Unidos en el mundo, se destaca también una tasa considerable de inmigración procedente de España, Guatemala, Colombia, Italia, Canadá, Argentina, Alemania, Australia, Japón, Cuba, Venezuela y Corea del Sur. También durante el siglo XX se destaca una tasa de migración sudamericana hacia México debido a problemas que tenían algunos países sudamericanos en ese tiempo. Hoy en día México enfrenta ciertos problemas de inmigración ilegal o descontrolada que ingresa a su territorio, cuyo origen son principalmente países latinoamericanos, caribeños y asiáticos.
Hoy en día, los países americanos en los cuales se observa mayor diversidad étnica y cultural son: Estados Unidos, Canadá, Argentina, Brasil, Costa Rica, México, Puerto Rico, Uruguay y Venezuela.
Lejos de la persecución política y las crisis económicas de este periodo, la mayoría de los argentinos emigraron a países del Continente Americano y otras naciones tales como España, Italia, Reino Unido, Australia e Israel, los dos primeros países de los cuales salieron muchas de las personas que emigraron a Argentina en el siglo pasado.
Hasta el 2008, el número de inmigrantes se incrementó debido a la necesidad de trabajadores de las economías desarrolladas y al menor precio de los pasajes internacionales.

### Inmigración durante las épocas recientes de crisis económicas
La tasa de desempleo para los inmigrantes está subiendo más rápido que la de los trabajadores nativos. Los inmigrantes están cancelando sus planes para mudarse y los gobiernos reducen las cuotas de los inmigrantes.
Los flujos de población recientes dan origen a una diferenciación tanto jurídica por parte de cada Estado (España, Italia, Alemania, etc.), como social por parte de la población nativa con respecto a los derechos de los inmigrantes. Y no se trata solo de los inmigrantes, sino también los antiguos emigrantes "retornados" que, aunque probablemente con mayores ventajas que los inmigrantes propiamente dichos, no disponen tampoco de todos los derechos y beneficios de los nacionales residentes de mucho tiempo.

## La inmigración en los diferentes continentes

### América

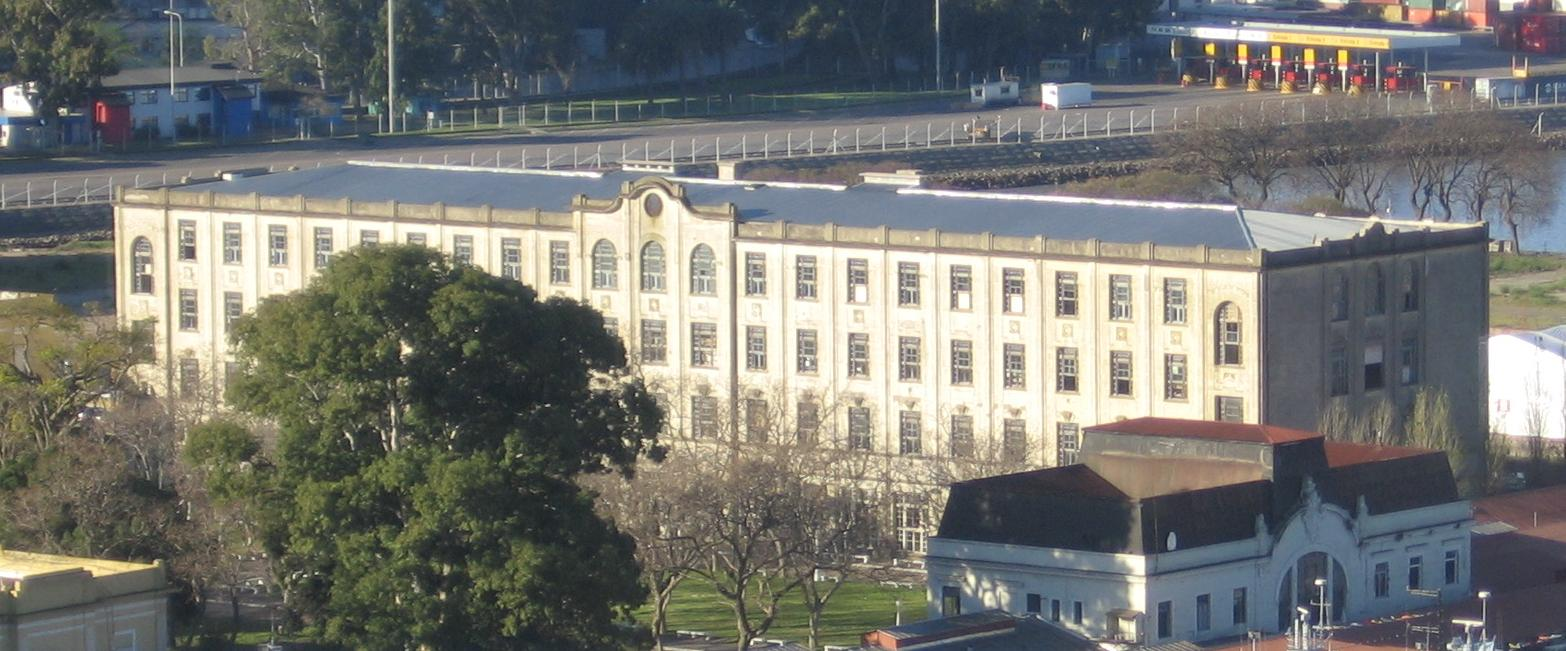
Hotel de inmigrantes en Argentina.

Luego de que los europeos llegaran a América, una parte de los indígenas originarios fueron desplazados o diezmados por los europeos y otra gran parte terminó también mezclándose con ellos, dando origen al mestizaje, que forma en Hispanoamérica principalmente, la mayor parte de la población actual. Entre los pueblos europeos que participaron activamente en estas emigraciones masivas hacia América, además de los españoles, podemos citar a los ingleses, portugueses, franceses, alemanes, italianos, daneses, neerlandeses. Debido a la escasez de mano de obra, sobre todo en el trabajo de las llamadas plantaciones, se importaron esclavos africanos de raza negra procedentes de los países del Golfo de Guinea, lo que cambió nuevamente la composición de la población y nuevas mezclas raciales: mulatos, zambos, y otras denominaciones que ya no suelen emplearse. Los descendientes, cada vez más mezclados con los otros grupos raciales, predominaron en las regiones de clima cálido próximas a la costa, donde constituían la mano de obra de las principales haciendas o plantaciones de caña de azúcar, cacao y algodón, entre otros cultivos. 
En las islas del Caribe, donde el impacto de la Conquista diezmó a la población indígena muy pronto (sobre todo por la introducción de enfermedades desconocidas en el continente americano), los europeos sustituyeron el trabajo de los indígenas con el de los esclavos, por lo cual, el impacto africano en el poblamiento fue, en algunas regiones costeras, más importante que el indígena: podríamos decir que, mientras que los Andes siempre han sido indoamericanos, las Antillas se convirtieron en afroamericanas. También el sureste de los Estados Unidos recibió una gran cantidad de esclavos como mano de obra para trabajar en las plantaciones de algodón. 
Las costas del Golfo de México y del Caribe (por ejemplo, en México y Nicaragua) también recibieron una importante inmigración de esclavos de origen africano y en este último país, se establecieron en la llamada Costa de los Mosquitos, un nombre impropiamente derivado de los indios Misquitos que poblaban la zona. Y en el siglo XIX, muchos campesinos de Jamaica, huyendo de la esclavitud, escaparon de dicha isla para establecerse en esta región costera de los Mosquitos como lo recuerda la existencia de poblaciones con nombre anglosajón, como es el caso de Bluefields, la ciudad y puerto más importante de la zona caribeña de Nicaragua. Y también fue muy importante el poblamiento con esclavos africanos en las regiones costeras del Brasil para el trabajo en las plantaciones.
Los países de Sudamérica también recibieron gran cantidad de inmigración a lo largo del tiempo, siendo Argentina un caso emblemático ya que hacia el año 1900 el cincuenta por ciento de la población estaba constituida por recientemente arribados. Existe en el país gran cantidad de colectividades inmigrantes como la vasca, la polaca, la rusa y muchas otras más. Por ejemplo, la inmigración japonesa en la Argentina se inicia en el siglo XIX con algunos arribos individuales, y en 1908 con el contingente que arribó a Brasil en el barco Kasato Maru, del cual un grupo continúa hacia la Argentina. Pronto surgen emprendimientos nipones cómo tintorerías, cultivos, inclusive cafés como el histórico Café El Japonés y el Bar Yokohama. En la Patagonia, es notorio el caso de la colonia galesa de Gaiman. La colonización galesa en Argentina en nombre y autorización del gobierno argentino, dio algunos de los pasos iniciales del poblamiento de la Patagonia argentina.

### Europa

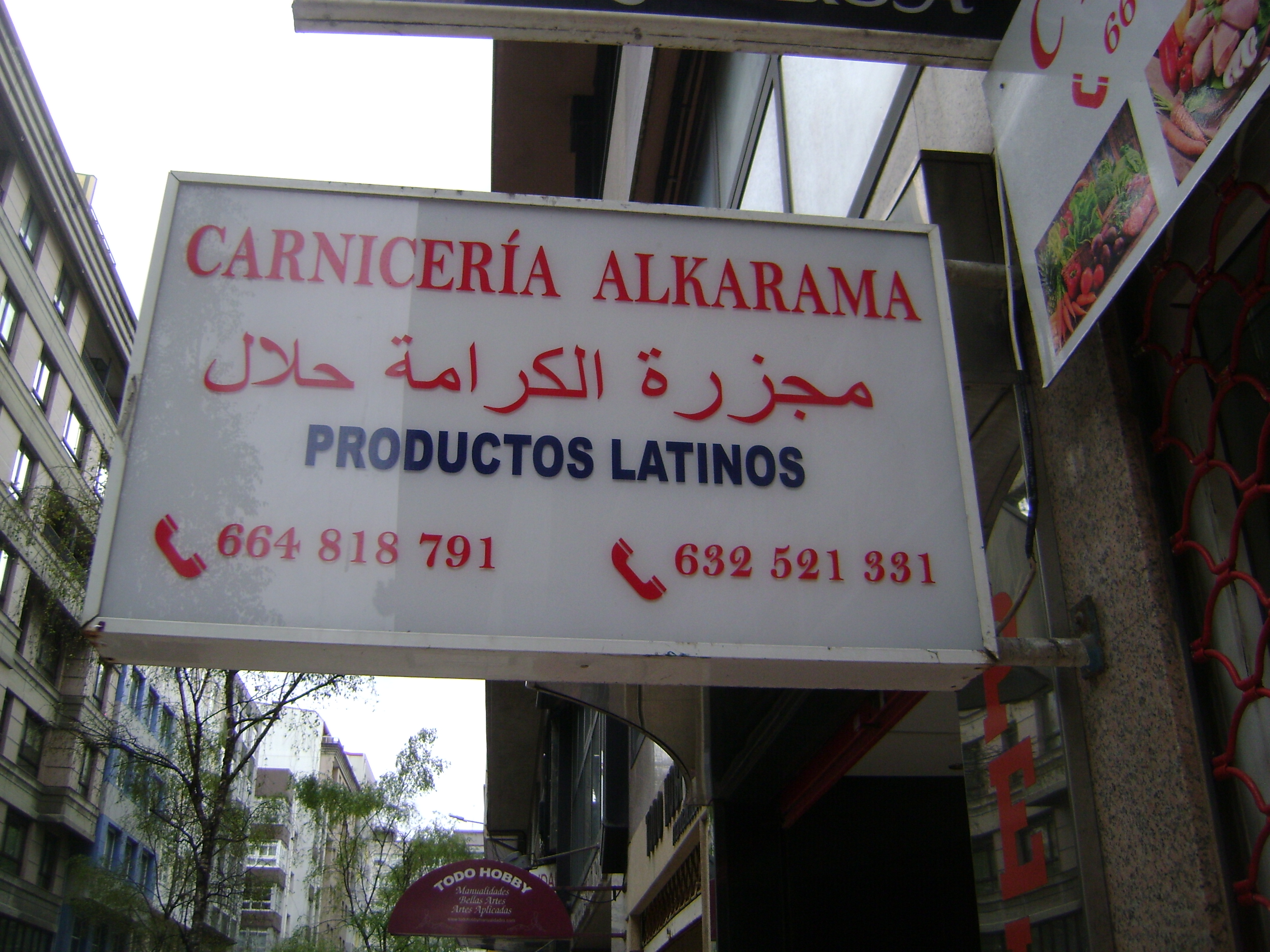
Carnecía árabe en la que se venden productos latinoamericanos situada en el barrio Agra del Orzán, uno de los que cuenta con mayor población inmigrantes de La Coruña, Galicia (España).

Además de las citadas con anterioridad, Europa ha sufrido importantes cambios de población en el siglo XX, cuando millones de alemanes fueron expulsados de Prusia Oriental después de la Segunda Guerra Mundial y transferidos a la Alemania del territorio en que fue reducida después de la guerra. Así, la antigua Königsberg, pasó a llamarse Kaliningrado y esta ciudad solo está habitada por rusos, cuando antes vivían alemanes. Los polacos fueron empujados a la Pomerania y todo el antiguo territorio oriental dejado por los alemanes, y la zona cedida por Polonia a la Unión Soviética, a su vez fue poblada por rusos (principalmente, rusos blancos) y ucranianos.
En Estonia, Letonia y Lituania hubo una fuerte inmigración de rusos. Los turcos fueron expulsados de Bulgaria y otros países de los Balcanes. Los alemanes que poblaban otros países europeos fueron expulsados, como en Checoslovaquia a Alemania y muchos otros fueron llevados por la fuerza a Kazajistán y otras repúblicas de Asia Central. Más recientemente, muchos sudamericanos, africanos y asiáticos, así como europeos orientales, emigran a Europa Occidental. En España, hay una fuerte inmigración de latinoamericanos, en especial, de ecuatorianos y colombianos. En la Unión Europea se ha creado la Tarjeta Azul.

### Oceanía
En Australia y Nueva Zelanda los aborígenes australianos y los maoríes fueron desplazados por blancos de origen europeo (véase: Australia Blanca).
Oceanía es un continente insular de la Tierra constituido por la plataforma continental de Australia, las islas de Nueva Guinea, Nueva Zelanda y los archipiélagos coralinos y volcánicos de Micronesia, Polinesia y Melanesia. Un sector de los expertos considera que Insulindia también forma parte de Oceanía. Todas estas islas están distribuidas por el Océano Pacífico. Con una extensión de 9.008.458 km², se trata del continente más pequeño del planeta. En otros modelos continentales, por ejemplo en los de habla inglesa, se usa Australia (continente) en lugar de Oceanía, pero en este caso su definición no incluye las islas del Pacífico.

### África
África es el tercer continente del mundo por extensión territorial. Limita al norte con el mar Mediterráneo, al oeste con el océano Atlántico, al sur con la conjunción de los océanos Atlántico e Índico y al este con el mar Rojo y el océano Índico. Aunque posee una superficie total de 30.272.922 km² (621.600 en masa insular), la cual representa el 32% del total terrestre, la población es de mil millones de habitantes, menos del 15%. El continente se organiza en 54 países, siendo todos ellos miembros de la Unión Africana.
Tras la Segunda Guerra Mundial, empieza un proceso de descolonización, en la que los países que habían llegado a ese continente y entrado más allá de las costas hasta ocupar prácticamente todo su territorio, como Francia, el Reino Unido, Alemania, Italia, España y Portugal, les concedieron la independencia después de acuerdos mutuos o de guerras. En los años posteriores a esta, los habitantes de las nuevas repúblicas, ante las dificultades que presenciaban en sus países deciden emigrar principalmente a Europa, en especial a aquellos países con los que habían tenido vínculos culturales durante la colonia.

## Problemática

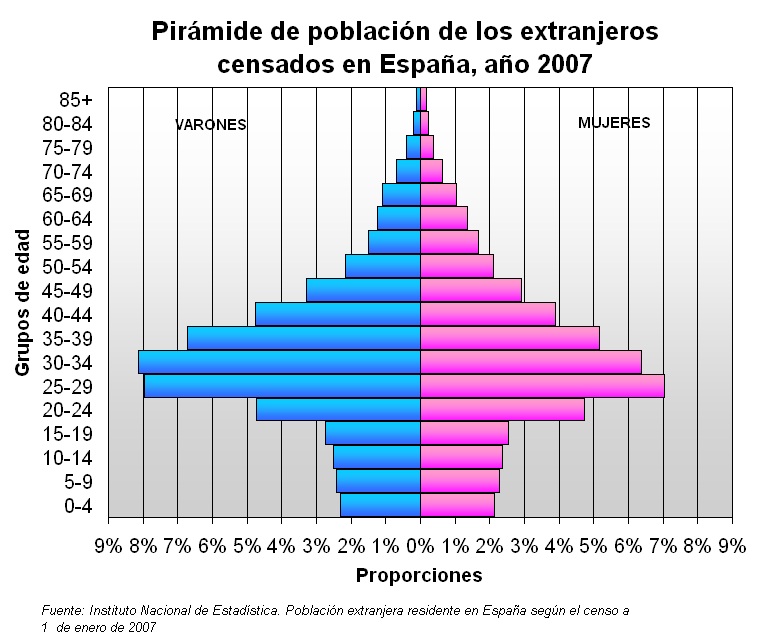
Pirámide de población de los extranjeros censados en España en el 2007.

Las migraciones presentan problemas diferentes: los que se van ejercen un efecto similar al de la disminución de la natalidad, lo que para los países de natalidad alta será un alivio. En cambio, en el país de recepción de inmigrantes, la composición de la población sufre unos cambios sustanciales, como puede verse en la pirámide de la población inmigrante de España, en la que abundan tanto los hombres como las mujeres en edad de trabajar, mientras que la proporción de población menor de 20 años o mayor de 65 es mucho más escasa que la nacional. Los que vienen tienen que integrarse en el nuevo país, primero laboralmente con una legalidad en permisos, identificación, seguridad social y educación; al mismo tiempo culturalmente, por el idioma nuevo cuando es diferente del suyo, y en cualquier caso deben asumir las nuevas costumbres y formas de vida. Los valores serán de diferente intensidad, por ejemplo el concepto de amistad, de servicio comunitario, de tiempo libre, de horarios, de comidas, de familia, de folclore, de gustos artísticos; estos nuevos o modificados valores se deberán superponer o intercalar con los suyos de origen para evitar problemas inútiles y aunque la diversidad cultural, de idiomas y de religiones puede ser enriquecedora a veces, puede también ser creadora de conflictos graves en otros casos. De todas formas no serán estas cuestiones los principales problemas, salvo que haya una fuerte discriminación por los nacionales o por otros grupos de emigrantes.
Los problemas más graves y de diferente intensidad según los países giran en torno a la obtención de documentos legales de identidad o permisos de trabajo legal. Para sobrevivir los adultos y sus familias necesitan trabajar, salvo que sean jubilados y vengan por reagrupación familiar. Los problemas de muchos inmigrantes se deben a que el Estado de donde proceden no les dan siempre la orientación necesaria, por lo que los que están decididos a abandonar sus países caen en ocasiones en manos de verdaderas mafias de tráfico de personas, quienes les ofrece matrimonio, estabilidad, pero en realidad eso no es así, sino que terminan siendo secuestrados, ejerciendo de esclavos sexuales de traficantes de droga, mulas o prostitutas, y ello ocasiona problemas de identificación y asistencia en el país de acogida que se añaden a los problemas laborales aunque solo vengan a trabajar en algún empleo rechazado por los nativos: como los mismos emigrantes reclaman: sólo venimos a trabajar en labores que los nacionales no quieren hacer, aunque en muchos casos, los inmigrantes más viejos abandonan esos trabajos y son sustituidos por los nuevos inmigrantes.  Los migrantes suelen trabajar en empleos que tienen un riesgo elevado de lesión o enfermedad.  Por ejemplo los inmigrantes hispanos sufren una carga desproporcionada de lesiones ocupacionales fatales en Estados Unidos.  Además de los peligros físicos en el trabajo, la elección de emigrar implica con frecuencia cambios en el estilo de vida inducidos por el trabajo que afectan la salud física, la salud mental y la salud social.
Entre otros problemas que trae consigo el desplazamiento que hacen los inmigrantes hacia otros países debido a la pobreza en la que se encuentran y a que sus países están en guerra, es que muchos mueren en el intento, como son los casos donde los migrantes mueren en las aguas del Mediterráneo, o en el caso de aquellos que mueren debido a las altas temperaturas a las que están expuestos durante el trayecto. Semejantes horrores ocurren en el desplazamiento que deben realizar los inmigrantes, los cuales deben llevarse a cabo como polizones en trenes de carga, y para evitar ser encontrados, deben subirse a los techos o lanzarse del tren en movimiento, lo que provoca que muchos pierdan sus extremidades al caer en las vías y otros mueren asfixiados por el calor de los vagones. Sin embargo, aquellos migrantes que sobreviven sufren muchas consecuencias como puede ser el hecho que sean capturado por el grupo llamado "Zetas", que son carteles de droga. Estos últimos hacen que los inmigrantes ilegales trabajen para ello y más tarde los liberan, mientras que otros son asesinados.  
Entre otras consecuencias se encuentra el hecho de que las mismas víctimas anteriores son extorsionadas por funcionarios corruptos quienes les hacen cobrar sobornos altísimos para dejarlos pasar, ya que sino lo hacen los entregan a las autoridades. También, aquellas mujeres que deciden cruzar las fronteras son víctimas de abuso sexual por parte de los maleantes, los secuestradores, los carteles de droga...etc. Además, los denominados "coyotes", avisan a las mujeres para evitar embarazos por parte de los violadores. El balance final, la actitud de unos (población nativa) y otros (inmigrantes) varía considerablemente según los países y en general, la inmigración resulta enriquecedora, ya que el nacimiento de prácticamente todos los países ha sido por movimientos o procesos inmigratorios. 
En la mayor parte de los casos por diversas razones que iban desde el hambre y la miseria al sueño de una tierra propia que labrar y a las aspiraciones de ascenso social. La colonización de América por los europeos tuvo esa motivación durante varios siglos. En la actualidad, con las nuevas realidades en muchos países, las cosas se han revertido, son los jóvenes de los países que antes fueron colonias los que parten hacia los países más desarrollados con la ilusión de ver realizado sus sueños. Algunos políticos se quejan de que los inmigrantes estuvieran compitiendo con los locales por empleos e incrementando el costo de los programas de salud y educación públicos.

## Posturas sobre la inmigración
La inmigración es uno de los fenómenos mundiales más controvertidos. Todas las naciones desarrolladas (y buena parte de las subdesarrolladas) restringen fuertemente la inmigración, justificando económicamente esta política en la competencia desleal que representaría para los ciudadanos una mano de obra a bajos costos y la carga que representarían los inmigrantes a los servicios sociales de carácter público. A pesar de las razones aducidas, la política de cierre de fronteras plantea serios problemas de respeto a los derechos humanos y se produce una clara violación del artículo 13 de la Declaración Universal de los Derechos Humanos, que reza así: 
1. Toda persona tiene derecho a circular libremente y a elegir su residencia en el territorio de un Estado.
2. Toda persona tiene derecho a salir de cualquier país, incluso del propio, y a regresar a su país.
En cuanto a los efectos en las economías receptoras, teniendo en cuenta la dificultad que conlleva el estudio por la cantidad de variables a tener en cuenta, varían en función de las características de estas y de la inmigración a asimilar. En los estudios consultados, relativos a países receptores que asumen de forma más o menos ordenada estos flujos migratorios sobre la llegada de inmigración se podría afirmar que se traduce en aumentos de la capacidad productiva de la economía receptora, al estimular la inversión y promover la especialización productiva, sin afectar apenas a las oportunidades de empleo de los trabajadores nativos.
Por otro lado, incidiendo más en la percepción subjetiva de la inmigración, en este caso de la población española, según se desprende del Estudio 3019 del CIS. El 67% de los españoles están de acuerdo o muy de acuerdo con que los inmigrantes hacen que bajen los salarios al aceptar salarios más bajos. El 48.5% se muestra bastante o muy de acuerdo con la afirmación de que los inmigrantes quitan el trabajo a los españoles. Pero estas afirmaciones son muy discutibles y lejos de la demostración empírica y científica según datos y estudios conocidos hasta la fecha.
En cuanto a la vinculación del paro y la delincuencia con los emigrantes, véase: Xenofobia. Debido al aumento de la inmigración, muchas personas cuyo idioma es diferente al local utilizan servicios públicos. En principio, todas las personas deberían tener acceso a estos servicios, dado que en muchos casos el acceso igualitario es requerido por la ley. Asimismo, una buena comunicación es importante para que estos puedan proveer una ayuda eficaz a quienes los utilizan. En este sentido, problemas de comunicación pueden llevar a tomar decisiones equivocadas y a resultados deficientes, por lo que se deberían ofrecer comunicaciones que se adapten a las personas con habilidades limitadas en el idioma del país en el que residen.
Una revisión sistemática de cuatro estudios comparativos examinó la eficacia de las ayudas comunicacionales entre los servicios públicos y los inmigrantes. Estas ayudas se dividieron en tres categorías: 
- Comunicación verbal o directa.
- Comunicación escrita.
- Ayudas más amplias.

Los resultados sugieren que no hay indicios claros sobre si un enfoque particular de interpretación funciona mejor que otro. Por otro lado, un estudio sugiere que un curso de inglés como segunda lengua que integra el conocimiento de los padres y su comportamiento, fue más eficaz que un curso estándar. Dada la poca cantidad de estudios, estos hallazgos pudieran no ser fiables.

## Niños que migran sin compañía de adultos
La Conferencia celebrada en 2014 en Managua calificó como crisis humanitaria el incremento de niños que migran sin compañía de los adultos. Asimismo, se señaló la necesidad urgente de proteger los derechos de los niños y adolescentes cuando retornan a sus países de origen y garantizar la reunificación familiar. La “Declaración Extraordinaria de Managua” expresó la preocupación por la vulneración de derechos de los niños, niñas y adolescentes que migran solos. Según la Declaración, es prioritario el interés del niño y para ello es perentorio el uso y también aumento de recursos destinados a la protección del menor no acompañado.
También señala la importancia de erradicar el tráfico ilícito y la trata de personas. Para lograr esto último, tiene que existir una cooperación y un compromiso internacional. Solo así pueden detectarse las redes de tratantes y traficantes así como los delitos relacionados con el tráfico ilícito y la trata de menores y adolescentes no acompañados. La cooperación también es necesaria en cuanto permite destinar recursos suficientes al desarrollo de programas de reinserción de los niños en sus países y comunidades de origen.

## Feminización de las migraciones
Gracias la globalización, en el siglo XXI, se observa una creciente feminización de las migraciones. A diferencia de siglos anteriores, en este siglo, las  mujeres constituyen  la avanzada del fenómeno migratorio y son las primeras en llegar al país de destino. El fenómeno de la creciente feminización de las migraciones constituye un importante cambio en los roles de género y crea nuevos retos para las políticas públicas. El cambio en relación con épocas anteriores es que cada vez más mujeres migran de forma independiente en búsqueda de trabajo y no lo hacen siguiendo a sus esposos o para reunirse con ellos que migraron antes. Las mujeres, quienes tienen un menor control sobre los recursos materiales, son las enviadas  a trabajar al extranjero para enviar dinero a su familia en su país de origen. En los casos en que migran en búsqueda de mejores oportunidades laborales y económicas muchas veces lo hacen para poder enviar dinero a sus hijos. En 1970, las mujeres que migraban solas representaban el 2% de todos los migrantes del mundo,  mientras que en el año 2000, el 48% de los 175 millones de migrantes del mundo eran mujeres. En el siglo XXI, el modelo de inmigrante varón, joven y en edad de trabajar que abandona su país en busca de oportunidades económicas ha dado lugar a mujeres que migran solas, es decir, a una feminización de las migraciones. Los motivos del aumento y de la feminización de las migraciones son, fundamentalmente, la desigualdad de género y  la huida de situaciones de violencia extrema.

## Política migratoria

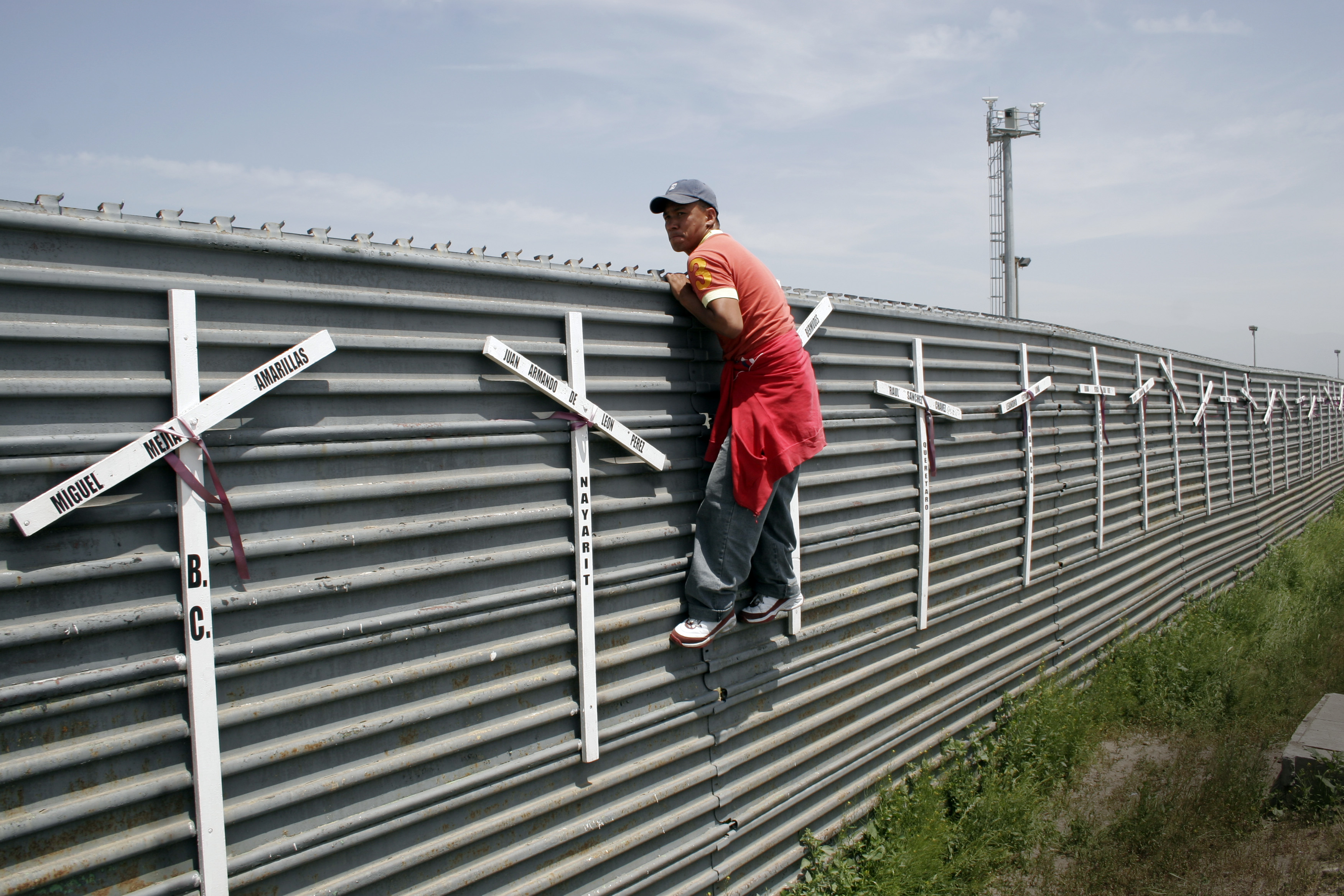
Migrante mexicano intentando entrar de México a USA por la frontera Tijuana-San Diego

En distintos países de Europa se han endurecido las políticas en contra de la inmigración, en especial, con la inmigración irregular, como es el caso de Italia que logró aprobar en la Cámara de Diputados una ley que facilita la expulsión de los inmigrantes irregulares y también obliga a los empleados públicos a denunciarlos; se los castigaría con penas entre los 5000 y 10 000 euros, y contempla la prisión hasta de 3 años a los que les alquilen a los inmigrantes irregulares. Más de 36 000 inmigrantes llegaron a Italia en el 2008. Por otra parte, en Grecia, el 12 de julio de 2009 se destruyó con máquinas excavadoras un campamento de inmigrantes irregulares en la ciudad de Patrás.